# Plattform (Schienenfahrzeug)
Als Plattform werden bei Schienenfahrzeugen verschiedene Konzepte von Schienenfahrzeugherstellern bezeichnet, die es ermöglichen, durch Formen der Standardisierung unterschiedliche Produkt- oder Modellvarianten zu erstellen, ohne dass der Aufwand für Entwicklung, Produktionsvorbereitung, Fertigung und Logistik proportional je Variante ansteigt. Es gibt vielfältige Definitionen und Umsetzungsformen von Plattformkonzepten, die ganz oder teilweise auf die Nutzung von standardisieren
- Komponenten, Modulen und Systemen,
- organisatorischen und logistischen Abläufen,
- Prozessen und Technologien und/oder
- Kernkompetenzen und Wissen

abzielen.

## Beschreibung
Schienenfahrzeuge werden heute oft in Kleinserien hergestellt, da die Anforderungen durch Betriebsbedingungen und Einsatzfelder, regionale Vorschriften und Normen sowie infrastrukturelle Voraussetzungen und Streckentopologien zum Teil sehr unterschiedlich sind. So gibt es beispielsweise für die vier deutschen U-Bahn-Systeme vier verschiedene Lichtraumprofile. Zudem hat die Liberalisierung des Schienenverkehrs in Europa seit den 1990er Jahren und damit die teilweise Auflösung von nationalen Bahngesellschaften zu einer starken Zunahme der Zahl der Eisenbahnverkehrsunternehmen geführt. Deren zum Teil unterschiedliche Unternehmensphilosophien und -strategien führen zu weiteren Anforderungen. Insbesondere im Schienenpersonennahverkehr spielen darüber hinaus Ausstattungs- bzw. Sonderwünsche oder individualisierte Funktionen der ÖPNV-Aufgabenträger eine Rolle, die zu stark einsatzspezifischen Fahrzeugkonzepten führen. Darüber hinaus werden heute von den Eisenbahnverkehrsunternehmen keine detaillierten Vorgaben für die zu liefernden Fahrzeuge gemacht, wie dies häufig bei den nationalen Bahngesellschaften der Fall war, so dass der Aufwand für die Fahrzeugentwicklung, -erprobung und -zulassung für die Schienenfahrzeughersteller gestiegen ist.
In der Automobilindustrie konnte durch die Einführung von Plattformen beträchtliche Kosten- und Zeitersparnisse erzielt werden.
Die Schienenfahrzeughersteller entwickelten deshalb für Eisenbahnen, U- und Stadtbahnen sowie Straßenbahnen modulare Fahrzeugplattformen, die zwar grundsätzlich gleich gebaut, aber bei länder- und kundenspezifischen Parametern wie Spurweite, Stromsystem, Anzahl der Wagen, Fahrzeugbegrenzungslinie, Höhe der Einstiege (je an Bahnsteighöhe), Leistung, Aufteilung der Innenräume oder Design modifizierbar sind. Durch die dadurch erhöhte Anzahl von Fahrzeugen sinken die Stückkosten bei der Fertigung.
Des Weiteren erhofft man sich, dass verschiedene Fahrzeugtypen sicherer, effizienter und umweltfreundlicher werden, wenn sie auf einer gemeinsamen Plattform aufbauen.
Ein Sonderfall ist die sogenannte Sächsische Plattform, bei der die Straßenbahnbetreiber der Städte Leipzig, Görlitz und Zwickau eine gemeinsame Ausschreibung machten, welche beim Hersteller HeiterBlick zum Entwickeln einer Plattform führte.

## Plattformen (Auswahl)

### Lokomotiven
- Alstom Prima
- Bombardier Traxx[6]
- Siemens Vectron[6]
- GE Evolution Series

### Triebzüge
- Alstom Adessia
- Alstom Aventra
- Alstom Coradia Stream
- Bombardier Talent
- Hitachi A-Train
- Siemens Mireo
- Siemens Velaro[6]
- Stadler Flirt[6]
- Stadler KISS[6]

### U-Bahn / Metro
- Alstom Metropolis
- Alstom Movia
- CAF Inneo
- Siemens Inspiro[7]
- Siemens Modular Metro

### Straßenbahn / Stadtbahn
- Alstom Citadis
- Bombardier Flexity
- CAF Urbos
- Hitachi Rail Sirio
- Siemens Avenio
- Siemens Combino
- Stadler Tango
- Stadler Tina
- Škoda Artic
- Škoda Elektra
- Škoda ForCity
- Variobahn